# Yaeko Yamazaki
Yaeko Yamazaki (em japonês:  山崎 八重子; Omuta, 2 de setembro de 1950) é uma ex-jogadora de voleibol do Japão que competiu nos Jogos Olímpicos de 1972.
Em 1972, ela fez parte da equipe japonesa que conquistou a medalha de prata no torneio olímpico, no qual atuou em duas partidas.